# القريتين (كحلان عفار)

تعديل مصدري - تعديل

القريتين هي إحدى قرى عزلة قيدان بمديرية كحلان عفار التابعة لمحافظة حجة، بلغ تعداد سكانها 168 نسمة حسب تعداد اليمن لعام 2004.